# Mitzpe Shalem
Mitzpe Shalem (en hebreu: מצפה שלם) és un assentament israelià i un antic quibuts situat a l'est de Cisjordània. El poble està situat prop de la Carretera 90, a uns 21 km (13 milles) al nord d'Ein Guedi, i a 10 km (6.2 milles) al nord de la Línia Verda, aproximadament a un quilòmetre de la costa occidental de la Mar Morta, és la comunitat més meridional de la jurisdicció del Consell Regional de Meguilot. El 2017 tenia 184 habitants. La comunitat internacional considera que els assentaments israelians en la Cisjordània ocupada són il·legals, segons el dret internacional, però el govern israelià no està d'acord amb aquesta afirmació.

## Història
La comunitat va ser fundada el 1970 com un assentament de la Brigada Nahal a les terres de Cisjordània que Israel va ocupar durant la Guerra dels Sis Dies de 1967. El llogaret va funcionar com un qibuts fins a l'any 1976. Mitzpe Shalem va ser construïda a les terres confiscades als ciutadans palestins de Tuqu.
Avui dia és un qibuts renovat, que ha estat privatitzat, i és considerat com una comunitat cooperativa, per això ja no pertany al moviment del qibuts. L'assentament va ser nomenat en honor del jueu Nathan Shalem, qui va investigar el desert de Judea, el indret on es troba el qibuts.

## Economia
L'economia del qibuts depèn de l'agricultura, el turisme, i la indústria. En l'agricultura, el qibuts té un hort de palmeres amb una àrea d'uns 400 dunams i una cooperativa agricola que cria exemplars de gall d'indi. El turisme solia incloure la Platja Mineral en la Mar Morta, amb els seus banys millorats amb sofre, i una platja habilitada per nedar, que ara està tancada, i un motel situat prop dels penya-segats de Deragot. La indústria es deriva de la fabricació de productes de l'empresa Ahava Skin Care, en els laboratoris de la companyia local. Al setembre de 2016, Ahava va ser venuda a un conglomerat xinès, però l'empresa no es va moure, i encara ofereix llocs de treball als membres de la comunitat. Ahava fabrica cosmètics amb minerals de la Mar Morta. Una fàbrica per refinar aquests productes químics es troba en el qibuts. El 2009, una campanya de boicot impulsada pel Moviment BDS, va prendre com a objectiu a l'empresa Ahava Skin Care per dur a terme les seves activitats econòmiques en la Cisjordània ocupada per Israel. Les protestes es van dur a terme en les tendes de cosmètics situades a Israel i als Estats Units d'Amèrica.
El grup israelià en favor dels drets humans B'Tselem va dir que l'explotació dels recursos dels territoris palestins ocupats, està prohibida pel dret internacional, i ha demanat al govern sionista israelià que posi fi a les seves activitats econòmiques als territoris ocupats.